# Принцът и просякът
„Принцът и просякът“ е роман на американския автор Марк Твен. Първата публикация е в Канада през 1881 г., а следващата е в САЩ през 1882 г. Романът представя първият опит на Марк Твен да създаде историческа измислица. Действието се развива през 1547 г. и разказва историята на две момчета, които изглеждат еднакво: Том Канти, бедняк, който живее със злия си баща в Офъл Корт в Лондон, и принц Едуард, синът на Хенри VIII.
Романът е част от задължителната подготовка по БЕЛ в българските училища и се изучава в 6. клас.

## Сюжет
Том Канти се ражда в бедно семейство от Офъл Корт, Лондон, подтикван от местния свещеник (който е научил момчето да пише и чете), винаги си е мечтаел за по-добър живот. Разхождайки се около двореца един ден, младият Том вижда принц (принцът на Уелс – Едуард VI), който много прилича на него. В своето вълнение бедното момче се приближава прекалено много и бива заловено от кралските гвардейци, но Едуард не им позволява да го накажат и дори го кани в стаята си в двореца. Там двете момчета се опознават и остават впечатлени всеки от живота на другия, от приликата между тях и от факта, че споделят една рождена дата. В крайна сметка те решават да разменят дрехите си за известно време. Принцът излиза навън, скривайки предмет от национална важност (по-късно читателят научава, че това е Великият печат на Англия). Пазачите не го разпознават, дегизиран в дрипите на Том. Най-накрая момчето се ориентира по улиците и стига до дома на Канти. Там се сблъсква с жестокостта на бащата на Том и се среща с Майлс Хендън – войник и благородник, завърнал се от войната. Въпреки че Майлс не вярва на твърденията на Едуард, че е кралска особа и му се подиграва заради тях, все пак се превръща в негов покровител.
В същото време до тях достигат новините, че крал Хенри VIII е починал и Едуард е вече крал. Том, в ролята на своя двойник, се опитва да се справи с кралските си задължения и маниери. Благородниците и дворяните започват да си мислят, че „принцът“ страда от рядка болест, която му е причинила загуба на паметта. Страх ги е да не е полудял, но скоро всички се уверяват, че умът му е наред. Непрекъснато го разпитват за липсващия Велик печат, но той няма и представа за какво става въпрос.
Докато Том живее в двореца, Едуард изживява грубия живот на простолюдието и за първи път забелязва класовото разделение в Англия. Най-важното за него е, че вижда безсърдечната природа на английската съдебна система, в която хората са изгаряни, хвърляни на гилотината и бити с камшици. Осъзнава, че всички те са обвинени на базата на неясни улики и арестувани или обесени за маловажни провинения. Тогава той се заклева да царува с милост, когато се върне на мястото си. Случайно се изпуска пред банда крадци, че е крал и че ще сложи край на нечестните закони, те го мислят за луд и инсценират фалшива коронация, за да се подиграят с него.
След поредица от приключения (включително престой в затвора), Едуард прекъсва коронацията на Том, точно преди той да бъде обявен за крал Едуард VI. Том с желание предава трона, но благородниците отказват да повярват, че просякът е техният достоен крал. Тогава Едуард изважда Великия печат на Англия, който крие откакто напуска двореца. Том съобщава, че ако някой беше описал как изглежда печатът, е щял да им го даде, защото отдавна го е бил открил в декоративна броня (където Едуард го е бил скрил), но го е използвал за орехотрошачка. Едуард и Том разменят ролите си обратно, а Майлс е награден с почетната титла на орела и правото да седи в присъствието на краля. Като благодарност за помощта на Том и за възвисяването на Едуард за крал, той го нарича „кралска стража“ (престижна титла, която Том пази за цял живот).

## История
„Принцът и Просякът“ ни връща към Англия от XVI век. В предисловието ѝ авторът говори за книгата си като за старинно предание, но и като за историческа повест.

## Адаптации
„Принцът и Просякът“ се играе на сцена от 1920 г. насам, когато е първата постановка на Бродуей, създадена от Уилям Фавершам.
През 1946 г. историята се появява и като комикс в 29 брой на Classic Comics.
Романът е в основата и на много филми.
- За първи път „Принцът и просякът“ е представен в нямото кино през 1920 г. от Александър Корда в Австрия.
- Във версията от 1937 г. играят Ерол Флин (в ролята на Хендън) и близнаците Били и Боби Маух като принца и просяка.
- През 1957 г. корпорацията CBS представя адаптация на романа с участието на Джони Уошбрук в ролята на двете момчета.
- Уолт Дисни също излъчват своя версия на филма през 1962 г.
- Епизод 21 на „Маймуните“ от 1967 г. е с това заглавие.
- През 1976 г. Ланс Керуин играе като Том и Едуард в модерната версия на историята, в която се разказва за млад пощальон и президентския син, които много си приличат и си разменят местата.
- BBC излъчват през същата година шест трийсетминутни епизода с главен актьор Никълъс Линдхърст, като през 1996 г. има нова адаптация.
- Версия от 1977 г. се излъчва в Англия и САЩ съответно под имената „Принцът и Просякът“ и „Кръстосани мечове“.
- „Ринго“, филм от 1978 г. с Ринго Стар включва размяна на местата между бившия барабанист на „Бийтълс“ и хора, които нямат талант, но приличат на него.
- Компанията на Уолт Дисни създава през 1990 г. анимиран 24-минутен филм, като звездата е Мики Маус, който си разменя мястото със самия себе си.
- BBC представят драма от шест части на историята през 1996 г.
- През 2000 г. историята бива адаптирана отново като версията е с игра на живо.
- „Барби като принцеса и просякиня“ излиза през 2004 г. Това е първата адаптация с женска роля: 85-минутен филм с Барби в ролята на русата принцеса Анелиз и бедната брюнетка Ерика.
- Гарфилд също влиза в двойна роля през 2006 г. в „Историята на две котета“.
- „Необходими са две“ с близначките Мери-Кейт и Ашли Олсън е различен разказ на класиката, в който две момичета (едното богато, а другото – сираче) разменят местата си, за да опознаят живота на другата.
- През 1996 г. C&E, тайванска софтуерна компания пуска на пазара видео игра за Sega Genesis под името Xin Qigai Wangzi („Новият просещ принц“). Идеята за играта е вдъхновена от книгата и са добавени фантастични елементи като магия, чудовища и др.
- „Модерната история на Марк Твен: Принцът и просякът“ е детски филм от 2007 г., който показва историята в днешни времена.

Някои анимации като версията на Мики Маус преразказват романа, докато други включват в себе си пародийни елементи (включително епизод на „Джони Браво“, в който Марк Твен се появява, молейки аниматорите да „позволят на тази уморена история вече да умре“).
- Романът има и филмова версия на хинди, Raja Aur Runk от 1968 г.
- През 2012 излиза втора музикална адаптация на CGI под името „Барби: принцесата и попзвездата“. Там Барби играе русата принцеса Виктория (Тори) и тъмнокосата попзвезда на име Кийра. И двете мечтаят за живота на другата и един ден се срещат и магически си разменят местата.
- Джема Кенеди, английски сценарист, създава музикална драма по историята, която се играе в Лондон през 2012 – 2013 г. в Театър Юникорн.
- Българската адаптация на романа от 2002 г. Принцът и просякът (филм) е по киносценарий на Мая Даскалова, режисьор Мариана Евстатиева. Действието е пренесено в България.

## „Принцът и просякът“ на български език
Повечето издания на български използват превода на известната българска преводачка Невяна Розева.
- „Принцът и просякът“, първо издание на български, София, 1897, 128 с. Печатница Вълков, Библиотека „За мало и голямо“
- „Принцът и просякът“, изд. Т. С. Чипев, София, 1947, 182 с.
- „Принцът и просякът“, прев. Невяна Розева, изд. Народна младеж, София, 1968, худ. Любен Зидаров, 263 с.
- „Принцът и просякът“, прев. Невяна Розева, изд. Народна младеж, София, 1969, худ. Борис Ангелушев, 190 с.
- „Принцът и просякът: Приказка за младежи от всяка възраст“, прев. Невяна Розева, изд. Народна младеж, София, 1976, 256 с.
- „Принцът и просякът“, прев. Невяна Розева, изд. Народна младеж, София, 1968, худ. Любен Зидаров, 166 с.
- „Принцът и просякът“, изд. Библиотека 48, София, 1990, 122 с.
- „Принцът и просякът“, изд. Егмонт, София, 1993, 24 с. [Адаптирана за най-малките].
- „Принцът и просякът“, изд. Хермес, София, 2001, 182 с.
- „Принцът и просякът“, прев. Светлана Комогорова – Комата, изд. Труд, София, 2009., 256 с.
- „Принцът и просякът“, изд. Захарий Стоянов, София, 2015, худ. Любен Зидаров, 263 с.
- „Принцът и просякът“, изд. ПАН, София, 2017, 272 с.
- „Принцът и просякът“, прев. Невяна Розева, изд. Колибри, София, 2020, 336 с.